# Gauliga Schleswig-Holstein
La Gauliga Schleswig-Holstein fue la liga de fútbol más importante de la Provincia de Schleswig-Holstein durante el gobierno de la Alemania Nazi de 1942 a 1945.

## Historia
La liga fue creada en 1942 luego de que la Gauliga Nordmark fuera dividida en tres Gauligas separadas debido a la reorganización geopolítica de Alemania Nazi durante la Segunda Guerra Mundial.
En su primera temporada la liga contó con la participación de 10 equipos,los cuales se enfrentaban todos contra todos a visita recíproca y el campeón clasificaba a la fase nacional de la Gauliga ,mientras que los dos peores equipos de la temporada descendían de categoría.
La liga mantuvo el formato de competición en la temporada siguiente, la cual sería la última debido a que la temporada 1944/45 fuera cancelada a causa de la Segunda Guerra Mundial y la ocupación de las fuerzas aliadas en Alemania.
La zona fue ocupada por Reino Unido, con lo que la liga fue cancelada y posteriormente la Gauliga desapareció. En 1947 nace la Oberliga Nord como la nueva primera división de la región.

## Equipos Fundadores
Estos fueron los diez equipos que disputaron la primera temporada de la liga en 1942/43:
| - Holstein Kiel - Polizei SV Lübeck - SC Friedrichsort - FC Kilia Kiel - SV Ellerbek | - Fortuna Glückstadt - Comet Kiel - Borussia Kiel - Phönix Lübeck - Reichsbahn Neumünster |

## Lista de Campeones
| Temporada | Campeón       | Finalista                 |
| --------- | ------------- | ------------------------- |
| 1942-43   | Holstein Kiel | SG Ordnungspolizei Lübeck |
| 1943-44   | Holstein Kiel | FC Kilia Kiel             |

## Posiciones Finales 1943-44
| Club                  | 1943 | 1944 |
| --------------------- | ---- | ---- |
| Holstein Kiel         | 1    | 1    |
| Polizei SV Lübeck     | 2    | 6    |
| SC Friedrichsort      | 3    | 2    |
| FC Kilia Kiel         | 4    | 3    |
| SV Ellerbek           | 5    | 4    |
| Fortuna Glückstadt    | 6    | 9    |
| Comet Kiel            | 7    | 10   |
| Borussia Kiel         | 8    | 8    |
| Phönix Lübeck         | 9    |      |
| Reichsbahn Neumünster | 10   |      |
| VfB Kiel              |      | 5    |
| TSG Gaarden           |      | 7    |